# Медаль Милоша Обилича за храбрость
Медаль Милоша Обилича За храбрость – государственная награда Сербии.

## История
В начале XX века Балканы сотрясли две войны 1912—1913 и 1913 годов, произошедших незадолго до Первой мировой войны, в результате которых страны Балканского полуострова потеснили турок с европейской территории.
Первая война носила освободительный, антитурецкий характер. Балканский союз (Сербии, Черногории, Греции и Болгарии) планировал полностью лишить Османскую империю владений в Европе, что ему и удалось сделать (за Турцией сохранился лишь Стамбул и небольшие территории возле него).
Противоречия между победителями привели к началу войны между Болгарией с одной стороны и Сербией, Грецией, Черногорией,  а затем и Румынией и Турцией с другой. Болгария была побеждена и лишилась большей части своих приобретений в первой войне, Османская империя вернула Адрианополь с окрестностями.
12 (24) июля 1913 года королем Сербии Петром I, вместо медали «За храбрость» 1912 года, вручаемой военнослужащим за боевые действия в ходе Первой Балканской войны, и награждения которой были уже прекращены, была учреждена медаль Милоша Обилича За храбрость в двух классах: золотой и серебряной.
Медалью награждали за проявление большой личной храбрости и мужества на поле боя.
Медаль Милоша Обилича За храбрость продолжили вручать в ходе Первой Мировой и Второй мировой войн, как военнослужащим Югославской королевской армии, так и представителям союзных войск.
29 ноября 1945 года Югославия была провозглашена Федеративной Народной Республикой. Скупщина Югославии лишила династию Карагеоргиевичей прав власти. Вручения королевских наград были прекращены.
Законом 26 октября 2009 года «О наградах Республики Сербия» была учреждена медаль «За храбрость», однако законом от 26 мая 2010 года медаль была переименована в медаль Милоша Обилича За храбрость с восстановлением исторического дизайна за небольшими изменениями. 
Первые награждения восстановленной медалью произошли в 2011 году.
Медаль присуждается указом Президента Сербии и вручается, как правило, в День государственности ежегодно 15 и 16 февраля.

### Милош Обилич
Милош Обилич – средневековый сербский воин, который, согласно народным преданиям, убил турецкого султана Мурада I во время Косовской битвы 1389 года. Был казнён турками. В связи с этим подвигом, Милош Обилич считается примером храбрости и чести, неустрашимого сербского воина, идущего на неминуемую смерть ради родины.

## Описание

### с 1913 по 1945 годы
Круглая медаль с погрудным изображением Милоша Обилича в профиль, повёрнутое влево, в латах и шлеме с гребнем в виде дракона. Слева и справа от изображения по окружности надпись: «МИЛОШ» - слева, «ОБИЛИЋ» - справа. Голова дракона выходит за край медали.
На реверсе медали изображения креста с расходящимися и закругленными концами. Между перекрестий два меча. В центре на крест наложен венок из лавровых листьев в котором надпись в две строки: «ЗА / ХРАБРОСТ».
Все надписи и изображения на медали выпуклые. По краю медали бортик.
Медаль при помощи ушка (голова дракона с шлема Обилича) и колечка соединяется с лентой красного цвета шириной 36 мм, сложенной треугольником.
Золотая и серебряная медали оформлены однотипно.
 Символом медали являлась планка, обтянутая красной лентой с металлической миниатюрной накладкой. 

### с 2010 года
Круглая медаль с погрудным изображением Милоша Обилича в профиль, повёрнутое влево, в латах и шлеме с гребнем в виде дракона на фоне лапчатого креста. Слева от портрета по окружности надпись: «МИЛОШ ОБИЛИЋ». 
На реверсе лавровый венок, пронизанный двумя мечами и лентой по центру. В венке надпись в две строки: «ЗА / ХРАБРОСТ».
Все надписи и изображения на медали выпуклые. По краю медали бортик.
Медаль при помощи ушка и колечка соединяется с лентой красного цвета шириной 36 мм, сложенной треугольником.
Золотая и серебряная медали оформлены однотипно.

### Символы
Символами медали являются орденские планки. 
| Орденские планки | Орденские планки  |
| ---------------- | ----------------- |
| Золотая медаль   | Серебряная медаль |
|                  |                   |
|                  |                   |